# 아우구스트 2세
아우구스트 2세(폴란드어: August II, 리투아니아어: Augustas II, 1670년 5월 12일 ~ 1733년 2월 1일)은 폴란드의 국왕(1697~1706, 1709~1733)이자, 작센의 선제후(1694~1733)를 겸하였다. 작센 선제후 프리드리히 아우구스트 1세(독일어: Friedrich August I. von Sachsen)에 해당되며 별명은 강건왕(Mocny), 강건공(Stiprusis) 혹은 강건후(der Starke)이다.

## 생애
드레스덴에서 작센 선제후 요한 게오르크 3세와 덴마크의 안나 조피 사이에 둘째 아들로 태어났다. 1694년 그의 형 요한 게오르크 4세의 뒤를 이어 선제후가 되었다. 1696년 폴란드 국왕 얀 3세 소비에스키가 사망하자, 폴란드 왕좌 후보의 18명 중에 한명이 되었다. 그 기회를 얻기 위하여 로마 가톨릭으로 개종하여 루터교를 믿는 작센 주민들이 그를 멀리하였고, 그의 호엔촐레른 왕가 출신 부인이 그를 떠나버리는 원인을 가져왔다.
1697년 폴란드 국왕으로서 대관식을 올리고 나서, 1683년에 일어나 자신이 참전한 대투르크 전쟁을 끝냈다. 1699년 카를로비츠 조약을 맺어 포돌리아와 오스만 제국으로부터 드네프르강 서부의 우크라이나 지역을 획득하였다.
당시 스웨덴의 손아귀에 들어있던 전 폴란드령 리보니아를 정복을 추구하며, 자신의 베틴 왕가를 위하여 덴마크, 러시아와 대스웨덴 동맹을 맺었다. 폴란드 국회가 그를 후원하기를 거부했는데도 1700년 리보니아를 침입하여 대북방 전쟁을 일어나는 원인을 가져왔다. 1702년 7월 아우구스트의 군대들은 크라쿠프 동북부에 있는 클리슈프(Kliszów)에서 칼 12세의 스웨덴군에게 패하여 밀려났다. 1704년 7월에 작센으로 달아났는 데, 1706년 스웨덴군의 침입을 받는다. 9월에 칼 12세는 아우구스트에게 강제로 알트란슈테트(Altranstädt) 조약을 맺도록 시켰다. 1709년 러시아가 스웨덴을 폴타바 전투에서 물리친 후에 아우구스트는 조약의 무효를 선언하고, 표트르 1세의 후원과 함께 국회에 그를 폴란드 왕좌에 회복하도록 시켰다.
러시아가 아우구스트와 반체제의 폴란드 귀족들 사이의 국내 분쟁에 중재할 때와 1720년 리보니아를 합병할 때 아우구스트는 폴란드 사정에 러시아의 영향의 번창을 보았다. 그는 자기의 합법적 아들 프리드리히 아우구스트 2세 (후에 아우구스트 3세)에게 유전적 군주제를 보내고 다른 합법적인 자식들을 위한 다른 땅들을 안전하게 하려고 노력하였지만, 강한 군주제를 설립하는 그의 희망은 실패하였다.
그의 마지막 통치에 폴란드는 유럽의 열강으로부터 러시아의 보호국으로 쇠퇴하였고, 그가 사망하자 폴란드 계승 전쟁이 일어났다. 낭비와 사치를 삼기로 알려진 그는 작센의 산업과 무역을 발달시키고, 드레스덴을 아름다운 도시로 변화시키는 업적을 남겼다.
그의 시체는 크라쿠프에 묻혀있지만, 심장은 드레스덴에 묻혀있다.